# Emmanuel de Martonne
Emmanuel de Martonne (n. 1 aprilie 1873, Chabris, Centre-Val de Loire, Franța – d. 24 iulie 1955, Sceaux, Seine, Franța) a fost un geograf și pedagog francez, cunoscut în Regatul României în Perioada interbelică pentru contribuțiile sale esențiale la trasarea granițelor României Mari, precum și la studierea riguroasă, pentru prima dată în istoria științei, a geografiei României și a Munților Făgăraș, pe care i-a numit „Alpii Transilvaniei”.

## Biografie
Fiu al arhivistului A. de Martonne, a fost un elev al Liceului din Laval, unde i-a avut profesori pe Carle Bahon și Francis Delaisi. El este autorul unui Tratat de geografie fizică (1909) și al volumelor Geografie universală (1931), consacrate Europei Centrale. El a condus publicația Atlasul Franței și a fondat Institutul de Georgrafie de la Sorbonne.
Discipol al lui Vidal de la Blache, a fost numit la Rennes în 1899, unde a fondat un laborator de geografie în 1902. Pasionat de climatologie, el este celebru pentru descoperirea bazelor evapotranspirației potențiale, utilizată azi de botaniști și agronomi. Laboratorul său funcționează până în prezent, trecând în mâinile lui Andre Meynier. Acest laborator se numește astăzi COSTEL și este condus de Jean-Pierre Marchand.
Fost coleg și prieten al criticului literar Pompiliu Eliade (1869-1914) la Școala Normală Superioară din Paris, tânărul De Martonne i-a urmat sfatul și și-a început cariera științifică cercetând Carpații Meridionali, pe care i-a denumit sau a preluat un nume folosit pe hărțile locale și l-a pus în circulație, „Alpii Transilvaniei”.
În 1902 își susținea teza de doctorat cu titlul La Valachie: essai de monographie géographique (Valahia: eseu de monografie geografică) dedicată mentorului său, Vidal de la Blache, teză care va fi urmată de Recherches sur la distribution géographique de la population en Valachie (Cercetări privind distribuția geografică a populației în Valahia).
Prin publicarea ambelor cărți, tânărul savant francez devenea cel mai bun specialist al studierii geografiei carpato-dunărene.
În 1918, este desemnat expert al Comitetului de studii de pe lângă Conferința de Pace de la Paris (1919-1920) în cadrul tratativelor de încheiere a păcii după Primul Război Mondial, fiind principalul autor al recomandărilor făcute, cu obiectivitate, guvernului francez, privind teritoriile ce urmau să fie recunoscute România și Poloniei prin tratatele de pace. În problema Basarabiei, geograful a susținut că soarta sa [a Basarabiei] naturală este de a reintra în unitatea română.. El a călătorit pe teren și conform principiului viabilității frontierelor, a obținut extinderea frontierei Poloniei spre est și a României spre vest cu câțiva kilometri, pentru ca importante căi ferate (de exemplu Timișoara-Arad-Oradea-Satu Mare) să nu se întretaie de mai multe ori cu granița. El a conceput principiul viabilității conform căruia stabilirea granițelor trebuie să depindă nu numai de grupările etnice, ci și de motive geografice (relief, ape, accesibilitate) și de infrastructurile teritoriului. Opunându-se astfel delegaților americani și britanici, el a contribuit, în mod semnificativ, la desenarea granițelor din 1918-1921 (dintre care cele trasate între România, Serbia și Ungaria, mai sunt valabile și astăzi).
În semn de recunoaștere a acestor multiple merite, Academia Română l-a ales membru de onoare în 1912.
Între anii 1931 - 1949, a prezidat Uniunea Geografică Internațională, devenind membru al Academiei Franceze de Științe.

## Opera științifică

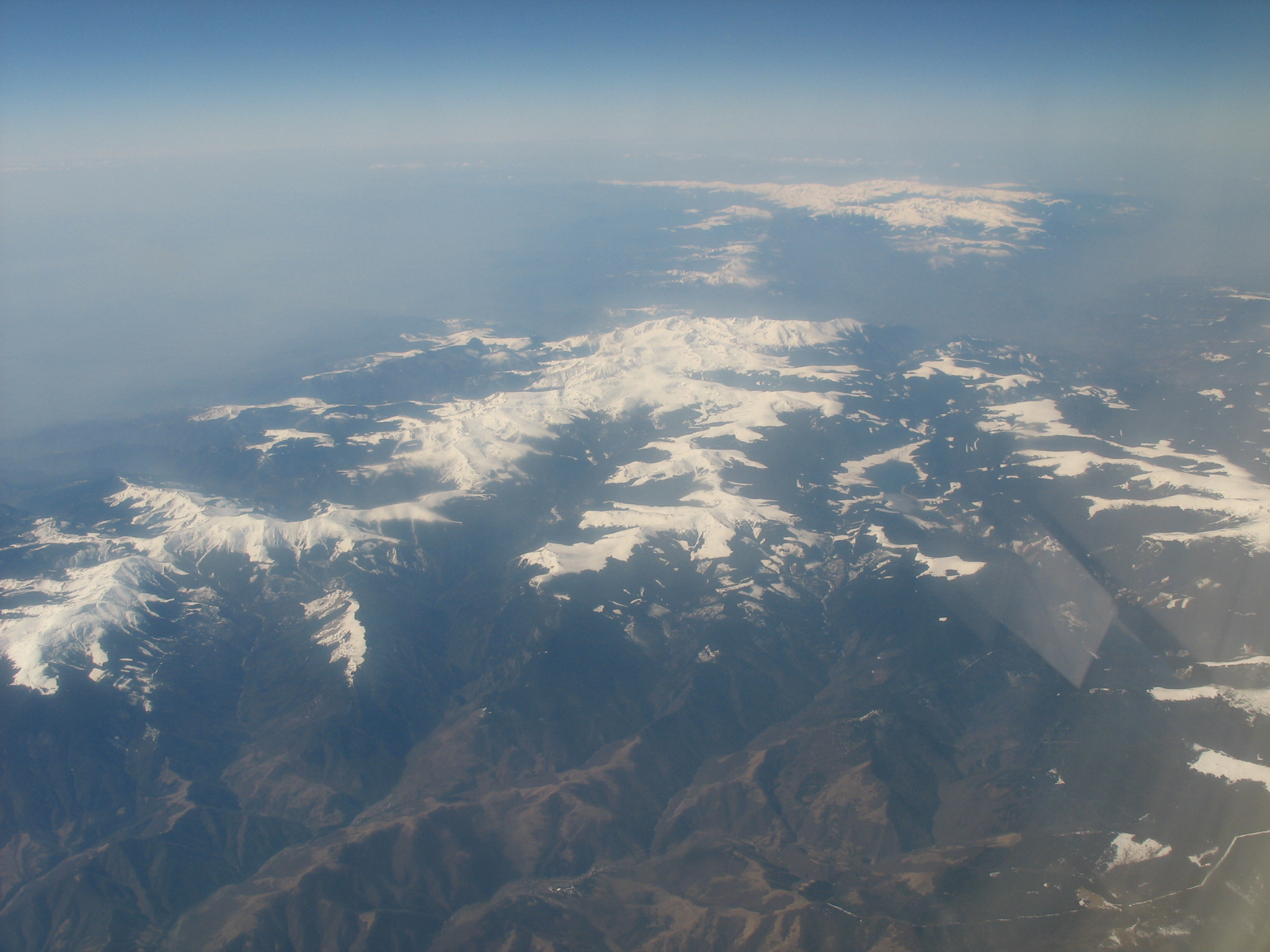
Vedere aeriană a părții estice a munților Făgăraș, supranumiți „Alpii Transilvaniei” de către Emmanuel de Martonne.

- Recherches sur l'Évolution morphologique des Alpes de Transylvanie (Karpates méridionales) Paris, Delagrave, 1906
- Choses vues en Bessarabie, Paris, 1919
- Traité de géographie physique :  Climat, Hydrographie, Relief du sol, Biogéographie , Colin, 1920, re-editată
- Les régions géographiques de France, Flammarion, 1921
- Abrégé de géographie physique, Colin, 1922
- Principes de géographie humaine, Paris, 1922
- Les Alpes, géographie générale, Colin, 1931
- Géographie aérienne, Albin Michel, 1948
- La découverte aérienne du monde, Horizons de France, 1948, (publicată sub îndrumarea sa)
- Géographie universelle, tome IV: Europe centrale II, 1931, (s/d Vidal de la Blache, Gallois)
- Géographie universelle, tome VI: la France, 1955, avec Demangeon, (s/d Vidal de la Blache, Gallois)

## Cinstirea memoriei
- În cinstea lui Emmanuel de Martonne, un colegiu din Laval îi poartă numele.[19]
- Un amfiteatru al Universității Haute-Bretagne din Rennes îi poartă, de asemenea, numele.
- În România, în orașul Timișoara, o stradă îi poartă numele: strada Emmanuel de Martonne.
- În orașul Cluj-Napoca strada Emmanuel de Martonne separă clădirea Universității Babeș-Bolyai de cea a Facultății de Studii Europene și a Colegiului Academic.

### Numismatică
La 13 mai 2019, Banca Națională a României a pus în circulație o monedă aniversară cu tema „Desăvârșirea Marii Uniri – Emmanuel de Martonne”. Moneda, cu valoarea nominală de 10 lei, este de argint cu titlul de 999‰, este rotundă cu diametrul de 37 mm, are greutatea de 31,103 g, iar întregul tiraj de 300 de exemplare au fost emise de calitate proof. Mondele au putere de circulație pe teritoriul României.